# Madeline Smith
Madeline Smith (Hartfield, 2 de agosto de 1949) é uma atriz inglesa.
Modelo nos anos 1960, trabalhou em muitos filmes de comédia, séries televisivas e filmes de horror da Hammer Film durante os anos de 1960 e 1970.
É mais conhecida internacionalmente pela personagem de "Miss Caruso", a bela agente secreta italiana que é flagrada dormindo com James Bond na abertura  do filme Com 007 Viva e Deixe Morrer.

## Filmografia
- The Vampire Lovers
- The Mini Mob
- Tam-Lin
- Up Pompeii
- Up the Front
- The Amazing Mr Blunden
- Com 007 Viva e Deixe Morrer
- Theatre of Blood